# راس الجبل (العدين)

تعديل مصدري - تعديل

راس الجبل محلة تابعة لقرية فرعان، التابعة لعزلة قصع حليان بمديرية العدين إحدى مديريات محافظة إب في الجمهورية اليمنية.، بلغ تعداد سكانها 239 حسب تعداد اليمن لعام 2004.